# Vzpírání na Letních olympijských hrách 1996
Vzpěračské soutěže na Letních olympijských hrách 1996 probíhaly od 20. do 30. července. Závodilo se v Hale E Světového kongresového centra (Georgia World Congress Center) v Atlantě, která disponovala kapacitou 5 000 sedících diváků. Soutěžilo se v 10 mužských kategoriích, medaile byly udělovány na základě výsledku v olympijském dvojboji. Hmotnostní kategorie byly odlišné oproti předchozím olympijským hrám a z důvodu zařazení ženského vzpírání do programu OH byly v následujícím olympijském cyklu opět změněny. Především díky této skutečnosti tak bylo vzpírání odvětvím, kde bylo překonáno nejvíce světových a olympijských rekordů. Vzpěračských soutěží se celkem zúčastnilo 253 závodníků ze 79 zemí a území.
Českou republiku reprezentoval v kategorii do 59 kilogramů Petr Stanislav, který s výkony 112,5 kg v trhu, 142,5 kg v nadhozu, 255 kg ve dvojboji a čtyřmi českými rekordy obsadil desáté místo. Roman Polom v kategorii do 99 kilogramů s výkony 160 kg v trhu, 187,5 kg v nadhozu a 347,5 kg ve dvojboji skončil celkově devatenáctý. Oba reprezentanti skončili ve spodní polovině výsledkových listin a nenavázali na olympijské úspěchy českého vzpírání z předchozích dekád.

## Medailisté

### Muži
| Kategorie  | Zlato                             | výsledek                              | Stříbro                               | výsledek                  | Bronz                               | výsledek               |
| do 54 kg   | Halil Mutlu · Turecko (TUR)       | 287,5 kg OR (132,5 SR+ 155)           | Čang Siang-sen · Čína (CHN)           | 280 kg (130 + 150)        | Sevdalin Minčev · Bulharsko (BUL)   | 277,5 kg (125 + 152,5) |
| do 59 kg   | Tchang Ling-šeng · Čína (CHN)     | 307,5 kg SR (137,5 + 170 OR)          | Leonidas Sabanis · Řecko (GRE)        | 305 kg (137,5 + 167,5)    | Nikolaj Pešalov · Bulharsko (BUL)   | 302,5 kg (137,5 + 165) |
| do 64 kg   | Naim Süleymanoğlu · Turecko (TUR) | 335 kg SR (147,5 + 187,5)             | Valerios Leonidis · Řecko (GRE)       | 332,5 kg (145 + 187,5 SR) | Siao Ťien-kang · Čína (CHN)         | 322,5 kg (145 + 177,5) |
| do 70 kg   | Čan Sü-kang · Čína (CHN)          | 357,5 kg SR (162,5 SR + 195 SR)       | Kim Mjong-nam · Severní Korea (PRK)   | 345 kg (160 + 185)        | Attila Feri · Maďarsko (HUN)        | 340 kg (152,5 + 187,5) |
| do 76 kg   | Pablo Lara · Kuba (CUB)           | 367,5 kg (162,5 + 205)                | Joto Jotov · Bulharsko (BUL)          | 360 kg (160 + 200)        | Džon Čchol-ho · Severní Korea (PRK) | 357,5 kg (162,5 + 195) |
| do 83 kg   | Pyrros Dimas · Řecko (GRE)        | 392,5 kg SR (180 SR + 213 /212,5 OR/) | Marc Huster · Německo (GER)           | 382,5 kg (170 + 213,5 SR) | Andrzej Cofalik · Polsko (POL)      | 372,5 kg (170 + 202,5) |
| do 91 kg   | Alexej Petrov · Rusko (RUS)       | 402,5 kg (187,5 SR + 215)             | Leonidas Kokas · Řecko (GRE)          | 390 kg (175 + 215)        | Oliver Caruso · Německo (GER)       | 390 kg (175 + 215)     |
| do 99 kg   | Akakios Kakiasvilis · Řecko (GRE) | 420 kg SR (185 + 235 SR)              | Anatolij Chrapatyj · Kazachstán (KAZ) | 410 kg (187,5 + 222,5)    | Denys Hotfrid · Ukrajina (UKR)      | 402,5 kg (187,5 + 215) |
| do 108 kg  | Tymur Tajmazov · Ukrajina (UKR)   | 430 kg (195 + 236 SR)                 | Sergej Syrcov · Rusko (RUS)           | 420 kg (195 + 225)        | Nicu Vlad · Rumunsko (ROU)          | 420 kg (197,5 + 222,5) |
| nad 108 kg | Andrej Čemerkin · Rusko (RUS)     | 457,5 kg OR (197,5 + 260 SR)          | Ronny Weller · Německo (GER)          | 455 kg (200 + 255)        | Stefan Botev · Austrálie (AUS)      | 450 kg (200 + 250)     |

### Medailová tabulka
| Pořadí | Země          | Zlato | Stříbro | Bronz | Celkově |
| ------ | ------------- | ----- | ------- | ----- | ------- |
| 1.     | Řecko         | 2     | 3       | 0     | 5       |
| 2.     | Čína          | 2     | 1       | 1     | 4       |
| 3.     | Rusko         | 2     | 1       | 0     | 3       |
| 4.     | Turecko       | 2     | 0       | 0     | 2       |
| 5.     | Ukrajina      | 1     | 0       | 1     | 2       |
| 6.     | Kuba          | 1     | 0       | 0     | 1       |
| 7.     | Německo       | 0     | 2       | 1     | 3       |
| 8.     | Bulharsko     | 0     | 1       | 2     | 3       |
| 9.     | Severní Korea | 0     | 1       | 1     | 2       |
| 10.    | Kazachstán    | 0     | 1       | 0     | 1       |
| 11.    | Austrálie     | 0     | 0       | 1     | 1       |
| 11.    | Maďarsko      | 0     | 0       | 1     | 1       |
| 11.    | Polsko        | 0     | 0       | 1     | 1       |
| 11.    | Rumunsko      | 0     | 0       | 1     | 1       |

## Zúčastněné země
Země, jejichž sportovci (počet je uveden v závorce) se zúčastnili vzpěračských soutěží na Letních olympijských hrách 1996:
| - Albánie (1) - Alžírsko (3) - Americká Samoa (1) - Argentina (3) - Arménie (10) - Aruba (1) - Austrálie (7) - Ázerbájdžán (2) - Bělorusko (10) - Brazílie (1) - Bulharsko (10) - Kamerun (1) - Kanada (2) - Chile (1) - Čína (10) - Tchaj-wan (4) - Kolumbie (5) - Cookovy ostrovy (1) - Kuba (5) - Česko (2) |  | - Dominikánská republika (1) - Egypt (1) - Salvador (1) - Fidži (1) - Finsko (2) - Francie (2) - Gruzie (2) - Německo (10) - Velká Británie (1) - Řecko (10) - Guatemala (1) - Maďarsko (7) - Indie (5) - Indonésie (1) - Irák (1) - Izrael (1) - Itálie (2) - Japonsko (7) - Kazachstán (7) |  | - Keňa (1) - Severní Korea (2) - Jižní Korea (7) - Kuvajt (1) - Lotyšsko (5) - Litva (1) - Mauricius (2) - Moldavsko (5) - Maroko (1) - Nauru (3) - Nepál (1) - Nigérie (1) - Norsko (1) - Panama (1) - Papua Nová Guinea (1) - Polsko (5) - Portugalsko (1) - Portoriko (1) - Rumunsko (5) |  | - Rusko (9) - Samoa (1) - Saúdská Arábie (1) - Seychely (1) - Slovensko (3) - Šalomounovy ostrovy (1) - Španělsko (1) - Švédsko (2) - Sýrie (1) - Thajsko (1) - Tonga (1) - Turecko (10) - Uganda (1) - Ukrajina (7) - Spojené státy americké (10) - Uruguay (1) - Uzbekistán (5) - Venezuela (1) - Jugoslávie (1) |